# Балканский поток
Балканский поток — магистральный газопровод, ответвляющийся от «Турецкого потока» и идущий из Турции в Венгрию через Болгарию и Сербию, с перспективой продления до Австрии через Словакию.
Первоначально планировался газопровод Южный поток, от которого пришлось отказаться 1 декабря 2014 года по причине европейских санкций против России и давления на Болгарию. Однако сразу же после отказа от Южного потока было заключено соглашение с Турцией о строительстве газопровода Турецкий поток по дну Чёрного моря с предполагаемым продолжением в Болгарию. Подводная часть трубопровода была завершена в ноябре 2019 года, а газ был подведён к болгарской границе 8 января 2020 года. Ответвление от Турецкого потока через Болгарию получило название «Балканский поток».
Прокладка труб с сербской стороны от границы Болгарии до Венгрии была завершена в конце 2019 года.
1 января 2021 года болгарский участок был введён в эксплуатацию и газ стал поступать в Сербию. Строительство Сербского участка длиной 403 км  до границы с Венгрией было завершено 4 июля 2021 года. Поставки газа в Венгрию начались в октябре 2021 года.

## Проектирование и начало строительства
18 сентября 2019 года «Булгартрансгаз» и консорциум Arkad во главе с саудовской Arkad Engineering подписали контракт на 1,102 миллиарда евро на инвестиционное проектирование, поставку материалов и оборудования, строительство и ввод в эксплуатацию расширения газотранспортной инфраструктуры Турецкого потока от турецко-болгарской до болгаро-сербской границы. «Булгартрансгаз» обязался выполнить все необходимые действия для его реализации в соответствии с законодательством Болгарии и ЕС.

## Технические особенности строительства
Согласно плану, длина магистрального газопровода «Балканский поток» по территории Болгарии составляет 474 километра, диаметр труб — 1200 миллиметров. Маршрут ветки «Турецкого потока» проходит через 11 областей Болгарии.
Для повышения давления по трассе от турецко-болгарской до болгаро-сербской границы построены две компрессорные станции: «Расово» и «Нова Провадия». Компрессорная станция «Нова Провадия» находится в районе села Ветрино Варненской области, а «Расово» — вблизи села Расово Монтаской области. На компрессорных станциях используется компрессорные агрегаты американской компании Solar Turbines. Строительство компрессорных станций осуществлялось компания ДЗЗД «Ферощал Балкангаз», общая стоимость строительства составила 350 832 437,59 лева.

## Ход реализации
По условиям контракта все работы по данному проекту должны были быть выполнены в срок до 615 дней, в первые 250 календарных дней должен был быть построен участок протяжённостью 308 километров от компрессорной станции «Польски Сеновец» в муниципалитете Польски Трамбеш до болгаро-сербской границы, соответствующее разрешение на строительство было выдано министерством регионального развития и вступило в силу.
В оставшийся срок действия договора должны были быть построены остальные 166 километров газопровода от компрессорной станции «Польски Сеновец» до села Златина в Варненской области, где он был связан с уже существующей газотранспортной инфраструктурой «Булгартрансгаза».
Россия участвовала в проекте поставкой труб для строительства газопровода. На 18 сентября 2019 года из России в Болгарию было доставлено 90 % труб для данного газопровода.
19 сентября 2019 года в Болгарии официально началось строительство газораспределительной инфраструктуры от турецкой до сербской границы.
21 октября 2019 года в Болгарии была введена в эксплуатацию первая очередь «Балканского потока»: 11-километровый газопровод, соединяющий сухопутное продолжение «Турецкого потока» от турецко-болгарской границы с газотранспортной системой Болгарии и метрическая станция «Странджа». Также были проведены работы для обеспечения поставок газа по Трансбалканскому газопроводу в реверсном режиме. Таким образом, инфраструктура в Болгарии и Румынии была подготовлена к приёму газа из «Турецкого потока» вместо украинского маршрута c 1 января 2020 года, поставки газа в Сербию ожидались к середине лета 2020 года.
4 декабря 2019 года Президент России Владимир Путин обвинил Болгарию в срыве сроков реализации проекта на своей территории: «Много раз руководство Болгарии обращалось с просьбой после того, как они сорвали „Южный поток“, во что бы то ни стало реализовать „Турецкий“. Но и здесь, видимо, под давлением со стороны они выстраивали вот такую неспешную работу». Окончание срока реализации проекта «Балканского потока» было намечено участниками на конец 2019 года, для того, чтобы одновременно с запуском «Турецкого потока» поставки газа были открыты и в Европу через болгарскую нить трубопровода. Но из-за административных разбирательств между «Булгартрансгазом» и итальянско-саудовским подрядчиком «Arkad» строительство началось не в апреле, а лишь в сентябре. Отвечать за задержку в реализации проекта пришлось премьер-министру Болгарии Бойко Борисову: «Болгария — единственная альтернатива [Украине] для российского газа. Страна видит себя в роли газового хаба на Балканах, это согласовано и с Брюсселем, и с Вашингтоном. Задержка со строительством связана с проведением обязательных процедур. Надеюсь, к концу будущего года газопровод заработает».
С 1 января 2020 года Болгария начала получать российский газ из «Турецкого потока» через новую точку входа «Странджа 2». Финансовые выгоды Болгарии от изменения маршрута доставки газа оцениваются примерно в 81 млн левов.
В мае Болгария констатировала замедление строительства в связи с жёсткими карантинными мерами по эпидемии коронавируса, и было обещано пустить первый российский газ в Сербию в конце 2020 года. К тому моменту было завершено 308 км из планируемых 474 км. К концу июля была отмечена готовность 423 км трубопровода. Несмотря на задержки и эпидемию коронавируса, правительство смогло завершить строительство к концу 2020 года. 
Запуск трубопровода в Сербии состоялся 1 января 2021 года в присутствии президента Сербии Александра Вучича.
В тот же день Газпром начал поставки газа в Сербию по новому маршруту.
4 июля 2021 года было завершено строительство трансграничного участка газопровода из Сербии в Венгрию.
С 1 октября 2021 года Газпром полностью переключил поставки газа в Венгрию через Балканский поток, отключив транзит через Украину.